# Campeonato Europeo de Taekwondo de 2008
El XVIII Campeonato Europeo de Taekwondo se celebró en Roma (Italia) entre el 10 y el 13 de abril de 2008 bajo la organización de la Unión Europea de Taekwondo (ETU) y la Federación Italiana de Taekwondo.
Las competiciones se realizaron en el palacio de deportes PalaLottomatica de la capital italiana.

## Medallistas

### Masculino
| Evento         | Oro                             | Plata                         | Bronce                                                        |
| -------------- | ------------------------------- | ----------------------------- | ------------------------------------------------------------- |
| –54 kg (11.04) | Seifula Magomedov · Rusia       | Daniel Kurvinen · Suecia      | Vicente Muriel Arias · España · Surachet Singsorn · Dinamarca |
| –58 kg (10.04) | Elnur Amanov Azerbaiyán         | Boris Winkler · Alemania      | Firat Pozan Turquía Tyrone Robinson Reino Unido               |
| –62 kg (11.04) | Levent Tuncat · Alemania        | Martin Stamper Reino Unido    | Dmitri Frank · Rusia · Maciej Ruta · Polonia                  |
| –67 kg (13.04) | Servet Tazegül Turquía          | İlkin Şahbazov Azerbaiyán     | Daniel Manz · Alemania · Dennis Bekkers · Países Bajos        |
| –72 kg (12.04) | Rıdvan Baygut Turquía           | Manuel Mark · Austria         | Anestis Nikolaídis · Grecia · Tommy Mollet · Países Bajos     |
| –78 kg (13.04) | Arman Yeremian Armenia          | Nicolás García Hemme · España | Bashir Adam · Alemania · Mamédy Doucara · Francia             |
| –84 kg (10.04) | Konstantinos Gkoltsios · Grecia | Bahri Tanrıkulu Turquía       | Mauro Sarmiento · Italia · Radomir Samardžić · Serbia         |
| +84 kg (12.04) | Aléxandros Nikolaídis · Grecia  | Pascal Gentil Francia         | Leonardo Basile · Italia · Mikel Bernal Fernández · España    |

### Femenino
| Evento         | Oro                                 | Plata                        | Bronce                                                      |
| -------------- | ----------------------------------- | ---------------------------- | ----------------------------------------------------------- |
| –47 kg (10.04) | Sümeyye Güleç · Alemania            | Kadriye Selimoğlu Turquía    | Iliana Eneva Bulgaria Louise Mair Reino Unido               |
| –51 kg (10.04) | Brigitte Yagüe · España             | Caroline Fisher Reino Unido  | Anna Mirkin Israel Maeva Coutant Francia                    |
| –55 kg (12.04) | Hatice Kübra Yangın Turquía         | Margarita Mkrtchian · Rusia  | Yuliya Smychkova · Bielorrusia · Eleonora Platania · Italia |
| –59 kg (12.04) | Estefanía Hernández García · España | Martina Zubčić · Croacia     | Cristiana Corsi · Italia · Elin Johansson · Suecia          |
| –63 kg (13.04) | Marlène Harnois Francia             | Olha Cherkun · Ucrania       | Hamide Bıkçın · Turquía · Margherita Zocco · Italia         |
| –67 kg (11.04) | Helena Fromm · Alemania             | Gwladys Épangue Francia      | Simona Hradilová · República Checa · Sibel Güler · Turquía  |
| –72 kg (11.04) | Sandra Šarić · Croacia              | Burcu Sallakoğlu Turquía     | Nina Solheim · Noruega · Julia Swietkowiak · Alemania       |
| +72 kg (13.04) | Karolina Kedzierska · Suecia        | Daniela Castrignanò · Italia | Maryna Konieva · Ucrania · Anne-Caroline Graffe · Francia   |

## Medallero
| Núm. | País            | Oro | Plata | Bronce | Total |
| ---- | --------------- | --- | ----- | ------ | ----- |
| 1    | Turquía         | 3   | 3     | 3      | 9     |
| 2    | Alemania        | 3   | 1     | 3      | 7     |
| 3    | España          | 2   | 1     | 2      | 5     |
| 4    | Grecia          | 2   | 0     | 1      | 3     |
| 5    | Francia         | 1   | 2     | 3      | 6     |
| 6    | Rusia           | 1   | 1     | 1      | 3     |
| 6    | Suecia          | 1   | 1     | 1      | 3     |
| 8    | Azerbaiyán      | 1   | 1     | 0      | 2     |
| 8    | Croacia         | 1   | 1     | 0      | 2     |
| 10   | Armenia         | 1   | 0     | 0      | 1     |
| 11   | Reino Unido     | 0   | 2     | 2      | 4     |
| 12   | Italia          | 0   | 1     | 5      | 6     |
| 13   | Ucrania         | 0   | 1     | 1      | 2     |
| 14   | Austria         | 0   | 1     | 0      | 1     |
| 15   | Países Bajos    | 0   | 0     | 2      | 2     |
| 16   | Bielorrusia     | 0   | 0     | 1      | 1     |
| 16   | Bulgaria        | 0   | 0     | 1      | 1     |
| 16   | Dinamarca       | 0   | 0     | 1      | 1     |
| 16   | Israel          | 0   | 0     | 1      | 1     |
| 16   | Noruega         | 0   | 0     | 1      | 1     |
| 16   | Polonia         | 0   | 0     | 1      | 1     |
| 16   | República Checa | 0   | 0     | 1      | 1     |
| 16   | Serbia          | 0   | 0     | 1      | 1     |
|      | TOTAL           | 16  | 16    | 32     | 64    |